# Le Ballon rouge
Le Ballon rouge ('De rode ballon') is een Franse kortfilm uit 1956 geregisseerd door Albert Lamorisse. De hoofdrol wordt gespeeld door Pascal Lamorisse, de 5-jarige zoon van de regisseur. In de film wordt bijna niet gesproken.

## Verhaal
Op een ochtend ontdekt de 5-jarige Pascal een grote rode ballon aan een lantaarnpaal bij een trap in de Parijse wijk Ménilmontant. Hij maakt de ballon los en neemt hem mee naar school. Wanneer hij uit school naar huis gaat, beschermt hij de ballon tegen de regen door hem onder de paraplu van andere wandelaars te houden. Bij thuiskomt verbiedt zijn moeder hem de ballon in zijn kamer te houden en duwt de ballon uit het raam. De ballon zweeft niet weg, maar blijft voor het raam. Pascal vangt de ballon later weer.
Vanaf nu is de ballon Pascals trouwe metgezel, die hem volgt waar hij gaat. Als Pascal op de bus stapt, volgt de ballon hen en als hij in de klas zit, zweeft de ballon voor het raam alsof hij op Pascal wacht. Aangezien dit voor onrust in de klas zorgt, wordt Pascal opgesloten door de schooldirecteur. Als de directeur op weg is naar een vergadering, volgt de ballon hem, waar hij zich voor geneert zodat hij Pascal naar huis laat gaan. De ballon wekt jaloezie bij de andere kinderen, die Pascal op weg naar huis in een hinderlaag lokken. Maar Pascal laat de ballon gewoon wegzweven, wetende dat die naar hem terug zal komen.
Op zondag gaat Pascal met zijn moeder naar de kerk, waar de ballon hem volgt en voor opschudding zorgt. Pascal moet met de ballon de mis verlaten. Hij dwaalt door de straten en stopt bij een bakkerij. Daar slagen enkele kinderen erin de ballon te vangen. Ze rennen weg met de ballon. Pascal gaat wanhopig op zoek naar de ballon. Hij vindt hem uiteindelijk en is in staat om hem te bevrijden. Bij een achtervolging door smalle straatjes weten Pascal en de rode ballon te ontsnappen, maar dan worden ze omsingeld door de andere kinderen. Pascal probeert de ballon los te laten, maar de ballon wordt geraakt met een katapult. Er loopt lucht uit en de ballon zakt naar de grond. Een van de kinderen stampt op de ballon, waardoor die helemaal kapot gaat.
Pascal blijft achter met de restanten van de ballon. Plots raken in de hele stad ballonnen los en zweven naar Pascal. Hij knoopt de ballonnen aan elkaar en zweeft ermee weg.

## Rolverdeling
| Acteur           | Personage                       |
| ---------------- | ------------------------------- |
| Pascal Lamorisse | Pascal                          |
| Georges Sellier  | de schooldirecteur              |
| Vladimir Popov   | schoolconciërge                 |
| Paul Perey       | de vader van Pascal             |
| Renée Marion     | de moeder van Pascal            |
| Sabine Lamorisse | het meisje met de blauwe ballon |

## Prijzen
- 1956: Louis-Dellucprijs
- 1956: Gouden Palm voor beste kortfilm op het filmfestival van Cannes
- 1957: Speciale prijs van de BAFTA (British Academy of Film and Television Arts)[1]
- 1957: Oscar voor beste originele scenario